# Pruisische Aziatische Compagnie

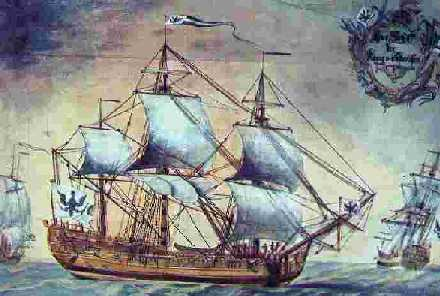
„König von Preußen“, schip van de KPAC

De Koninklijke Pruisische Aziatische Compagnie (KPAC) (1751 - 1757) was een kleine compagnie maar had in haar korte bestaan een uiterst daadkrachtige directie die snel op allerlei marktontwikkelingen inspeelde. Nog in 1751 kocht de Compagnie twee grote koopvaarders in Engeland. In Emden werden de schepen met zware kanonnen bewapend en kwam de bemanning aan boord. Onder de officieren en matrozen die aanmonsterden voor de eerste Chinavaart bevonden zich niet alleen Duitsers, maar ook Denen, Schotten en Vlamingen.
Frederik II van Pruisen verleende op 13 juni 1751 een octrooi aan een groep van zes financiers: de heren Forbes d'Alfort en Dilon uit Rotterdam, Frans Emmanuel van Ertborn uit Antwerpen, Splittgerber uit Berlijn, Hofrat Schmidt uit Frankfurt en burgemeester De Pottere uit Emden. Het koninklijk privilege gaf deze groep het monopolie voor de handelsvaart tussen China en Pruisen en het recht om in naam van koning Frederik verdragen met Aziatische vorsten af te sluiten. Een van de directeuren was de Surinamer Stephanus Laurentius Neale. 
Frederik II was de drijvende kracht achter dit initiatief, waaruit grote winsten voortvloeiden. Na de bezetting van Emden door Franse troepen in 1757, werden de handelactiviteiten stopgezet omdat de haven werd geblokkeerd.
De Mechelaar Jan Frans Michel maakte de tweede Chinavaart van de Compagnie mee, aan boord van het schip De Borcht van Emden (1752-1753). Michel schreef een reisverslag, met onder andere een prachtige beschrijving van het Kaapverdisch eiland Sao Tiago waar van 14 november tot 23 november halt werd gehouden.